# Eukatastrophe
Der Begriff Eukatastrophe (Wendung zum Guten) wurde von J. R. R. Tolkien geprägt. Er verwendete ihn in einem Brief an seinen Sohn Christopher Tolkien.
Das aus dem Griechischen stammende Wort καταστροφή katastrophḗ (Wendung zum Niedergang) bedeutet verbunden mit der griechischen Vorsilbe ευ- eu- (wohl, gut, richtig, leicht) die positive Wendung eines Ereignisses. Eukatastrophe bedeutet also „gute Katastrophe“ oder „gute Wendung“. Im literarischen Sinne ist die Eukatastrophe das Gegenteil der Tragödie bzw. der tragischen Wendung. Es bedeutet aber auch die Abwendung vom Egoismus hin zur Versöhnung.

## Eukatastrophe versus Bekehrung
„Tolkien beschreibt eine Naturnotwendigkeit. Der Mensch wird sich auf eine Weise bekehren, indem er seine Handlungsweise den universellen Naturgesetzen anpasst. Es ging Tolkien um nichts Geringeres als darum, die Welt noch einmal zu schaffen, mit einem eigenen Schöpfungsmythos, einer eigenen Geographie und erdachten, nicht menschlichen Populationen, die je ihre eigene Sprache sprechen mit einem eigenen Vokabular und einer eigenen grammatischen Logik. Dieser Aufwand war notwendig, um die moderne Welt von etwas zu überzeugen, das es eigentlich gar nicht mehr geben konnte: den möglichen Sieg über die böse Macht.“

## Eukatastrophe versus Errettung
Ausführlicher hat Tolkien seine Ansicht im Aufsatz Über Märchen ausgeführt, bereichert um die Theorie der Eukatastrophe, der überraschenden Wendung zum Guten, … „Und eines dieser Wunder ist die grösste und vollständigste Eukatastrophe, die man sich denken kann. Diese Erzählung ist in die Geschichte und in die Primärwelt eingegangen: Wunsch und Ehrgeiz der Zweitschöpfung ist zur Erfüllung des Schöpfungswerkes erhoben worden. Christi Geburt ist die Eukatastrophe der menschlichen Geschichte.“ Tolkien beschreibt zudem, wie aus einer vergleichsweise geringen anfänglichen Chance, eine äußerst komplexe Dynamik entstehen kann.

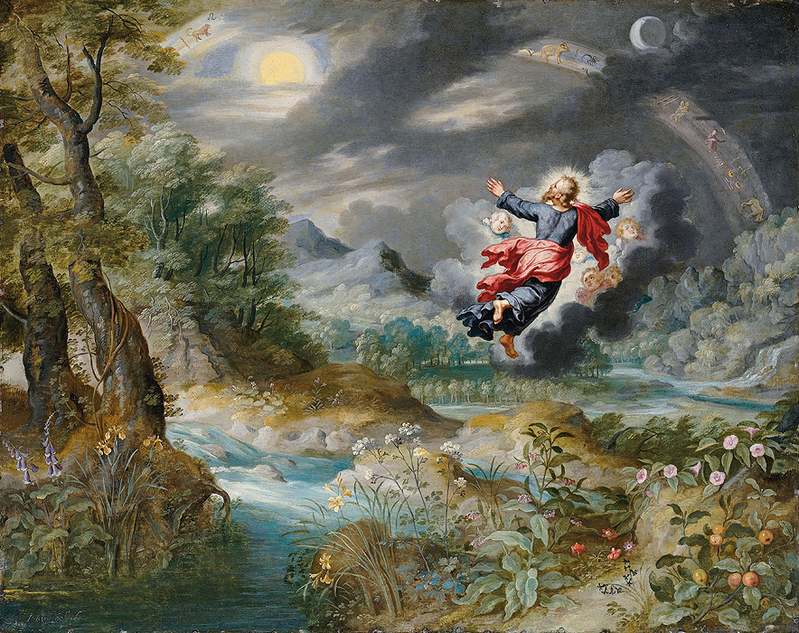
Biblische Schöpfung als Eukatastrophe

„I coined the word ‘eucatastrophe’: the sudden happy turn in a story which pierces you with a joy that brings tears (which I argued it is the highest function of fairy-stories to produce). And I was there led to the view that it produces its peculiar effect because it is a sudden glimpse of Truth, your whole nature chained in material cause and effect, the chain of death, feels a sudden relief as if a major limb out of joint had suddenly snapped back. It perceives – if the story has literary ‘truth’ on the second plane (…) – that this is indeed how things really do work in the Great World for which our nature is made. And I concluded by saying that the Resurrection was the greatest ‘eucatastrophe’ possible in the greatest Fairy Story – and produces that essential emotion: Christian joy which produces tears because it is qualitatively so like sorrow, because it comes from those places where Joy and Sorrow are at one, reconciled, as selfishness and altruism are lost in Love.“

„Ich habe den Begriff ‚Eukatastrophe‘ geprägt, um eine unerwartet glückliche Handlungswendung zu bezeichnen, die zu freudigen Tränen rührt (was, wie ich an anderer Stelle ausgeführt habe, das höchste Ziel in der Wirkung eines Märchens zu sein hat). Ich äußerte weiters die Ansicht, dass ihre eigenartige Wirkung auf einer blitzartigen Einsicht in eine höhere Wahrheit beruht, die dem Leser oder Hörer in seinem gesamten Wesen, das sich in den Ketten der realen Welt aus Kausalität und Tod befindet, ein plötzliches Gefühl befreiter Erleichterung verschafft, als ob ein wesentliches Element, das aus den Fugen geraten war, sich mit einem Mal wieder einrenkte. Sie ist Ausdruck der Erkenntnis, dass – sofern die Handlung literarische ‚Wahrheit‘ der zweiten Stufe aufweist (…) – dies tatsächlich die Art und Weise ist, wie die Dinge in der ‚großen Welt‘, für die unser Wesen geschaffen wurde, in Wirklichkeit ablaufen. Und ich schloss damals mit der Bemerkung, die Auferstehung sei die größte erdenkliche ‚Eukatastrophe‘ in der größten erdenklichen Märchenhandlung, welche die wichtigste Gefühlsregung überhaupt bedingt: die Freude des Christen, die deswegen zu Tränen rührt, weil sie der Trauer so nahe steht, da sie aus jenen Gefilden stammt, wo Freud und Leid eins sind, miteinander versöhnt, gerade so, wie Selbstsucht und Selbstlosigkeit in der Liebe verschwinden.“

## Eukatastrophe versus Schöpfung
Im Gegensatz zu der realen Welt setzen „zweitgeschöpfte“ Sekundärwelten nach Ansicht Tolkiens neue Maßstäbe. Ist die Geschichte über eine Sekundärwelt schlecht, so wird irgendwann der Unglauben wieder aufkommen (Katastrophe) und der Leser in die „Primärwelt“ zurückkehren. Ist die Geschichte jedoch gut und spendet Trost und Hoffnung (Eukatastrophe), wird der sich darauf Einlassende in der „Sekundärwelt“ verweilen. Tolkien hält das Schöpfen bzw. Erschaffen für eine zutiefst menschliche Eigenschaft und für ein Bedürfnis, das gestillt werden muss.